# Apogon melanoproctus
 Apogon melanoproctus és una espècie de peix de la família dels apogònids i de l'ordre dels perciformes.

## Morfologia
Els mascles poden assolir els 4 cm de longitud total.

## Distribució geogràfica
Es troba a Papua Nova Guinea i a Salomó.